# Dreizehn-Kaiser-Rolle
Die Dreizehn-Kaiser-Rolle (chinesisch 歷代帝王圖卷 / 历代帝王图卷, Pinyin lì dài dì wáng tú juǎn) ist ein großformatiges Gemälde mit den Dimensionen 51,3 cm × 5,31 m, das in Tusche und Farbe auf Seide gemalt ist. Es stammt aus der frühen Tang-Dynastie in China und wird traditionell dem Maler Yan Liben (ca. 600–673) zugeschrieben.
Auf der Rolle sind dreizehn Kaiser verschiedener Vorgängerdynastien abgebildet, die verschiedene Tugenden oder Schwächen verkörpern. Die Rolle ist heute im Museum of Fine Arts in Boston (Massachusetts, USA) ausgestellt. Sie kam 1931 als Teil der Sammlung Denman Waldo Ross dorthin.

## Dargestellte Kaiser in chronologischer Folge
| Ausschnitt | Name und Dynastie   | Regierungszeit          | Bemerkungen                                                                   |
| ---------- | ------------------- | ----------------------- | ----------------------------------------------------------------------------- |
|            | Zhao von Han        | 87 v. Chr. – 74 v. Chr. | Stabilisierte die Westliche Han-Dynastie                                      |
|            | Guangwu von Han     | 25 n. Chr. – 57 n. Chr. | Begründete die Östliche Han-Dynastie und vereinte China                       |
|            | Wen von Wei         | 220–226                 | Begründete die Wei-Dynastie                                                   |
|            | Zhaolie von Shu Han | 221–223                 | Begründete die Shu Han                                                        |
|            | Da von Wu           | 229–252                 | Begründete die Wu-Dynastie                                                    |
|            | Wu von Jin          | 265–290                 | Begründete die Jin-Dynastie und vereinte China                                |
|            | Wu von Zhou         | 561–578                 | Bemühte sich um die Vereinigung Chinas                                        |
|            | Wen von Chen        | 560–566                 | Zweiter Kaiser der Chen-Dynastie                                              |
|            | Fei von Chen        | 566–568                 | Dritter Kaiser der Chen-Dynastie, unter dem das Reich in Unruhe geriet        |
|            | Xuan von Chen       | 568–582                 | Vierter Kaiser der Chen-Dynastie, stabilisierte das Reich                     |
|            | Chen Shubao         | 582–589                 | Letzter Kaiser der Chen-Dynastie, ließ das Reich zugrunde gehen               |
|            | Wen von Sui         | 581–604                 | Begründete die Sui-Dynastie                                                   |
|            | Yang von Sui        | 604–618                 | Zweiter und letzter Kaiser der Sui-Dynastie, verfolgte ehrgeizige Bauprojekte |